# ۶۹۷ (پیش از میلاد)
۶۹۷ (پیش از میلاد) ۶۹۷مین سال قبل از تقویم میلادی است.